# Aphrodisium faldermannii
Aphrodisium faldermannii är en skalbaggsart. Aphrodisium faldermannii ingår i släktet Aphrodisium och familjen långhorningar.

## Underarter
Arten delas in i följande underarter:
- A. f. faldermannii
- A. f. subnigripennis
- A. f. basalis
- A. f. obscurithorax
- A. f. rufiventris
- A. f. horishanense
- A. f. yugaii